# Llano Grande Uno
Llano Grande Uno är en ort i Mexiko.   Den ligger i kommunen Vicente Guerrero och delstaten Puebla, i den sydöstra delen av landet, 230 km sydost om huvudstaden Mexico City. Llano Grande Uno ligger 2 345 meter över havet och antalet invånare är 154.
Terrängen runt Llano Grande Uno är lite bergig, och sluttar söderut. Runt Llano Grande Uno är det ganska tätbefolkat, med 149 invånare per kvadratkilometer. Närmaste större samhälle är Ajalpan, 15,6 km sydväst om Llano Grande Uno. Omgivningarna runt Llano Grande Uno är en mosaik av jordbruksmark och naturlig växtlighet.